# Smålands Konstarkiv

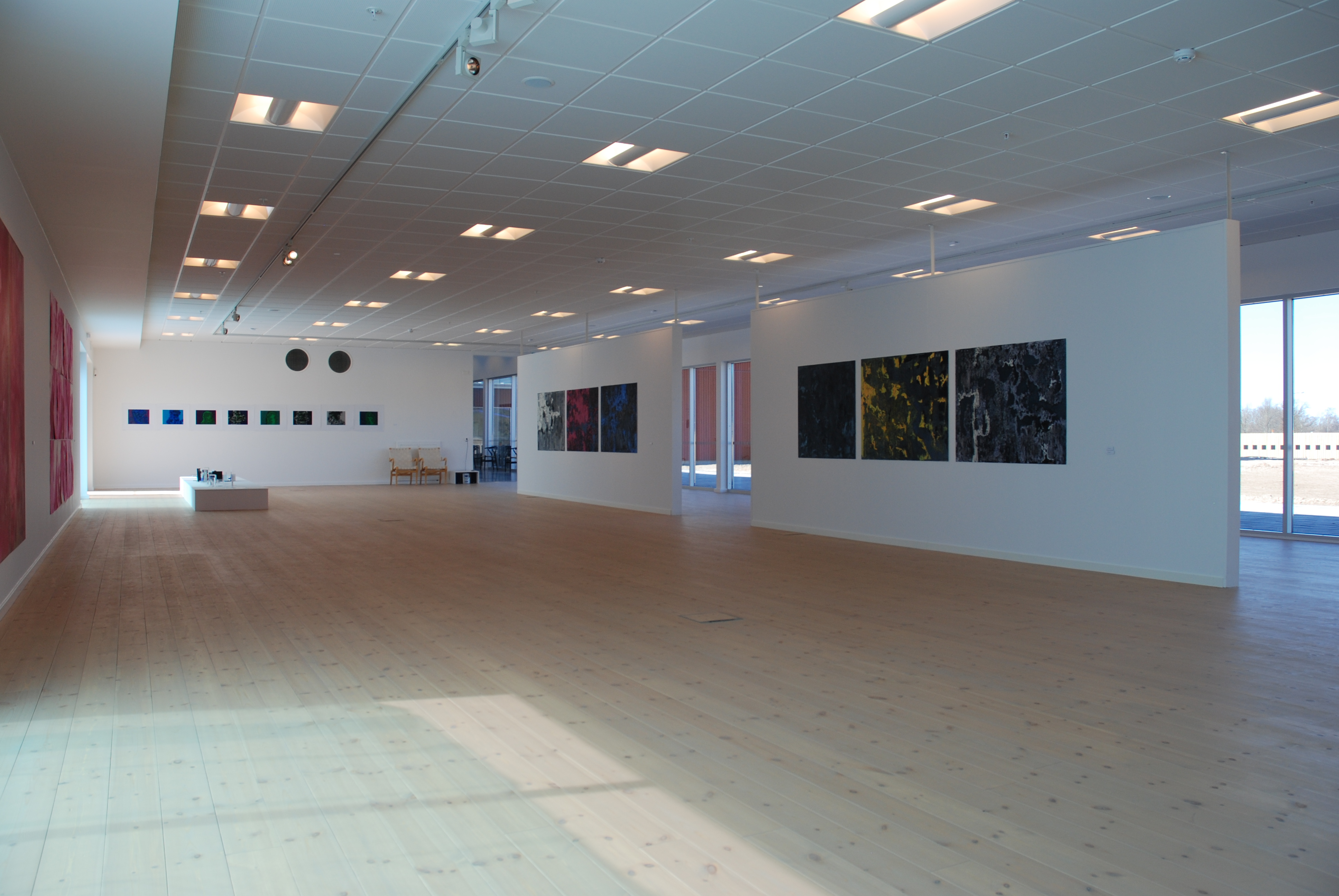
Smålands Konstarkivs utställningslokal i Vandalorum

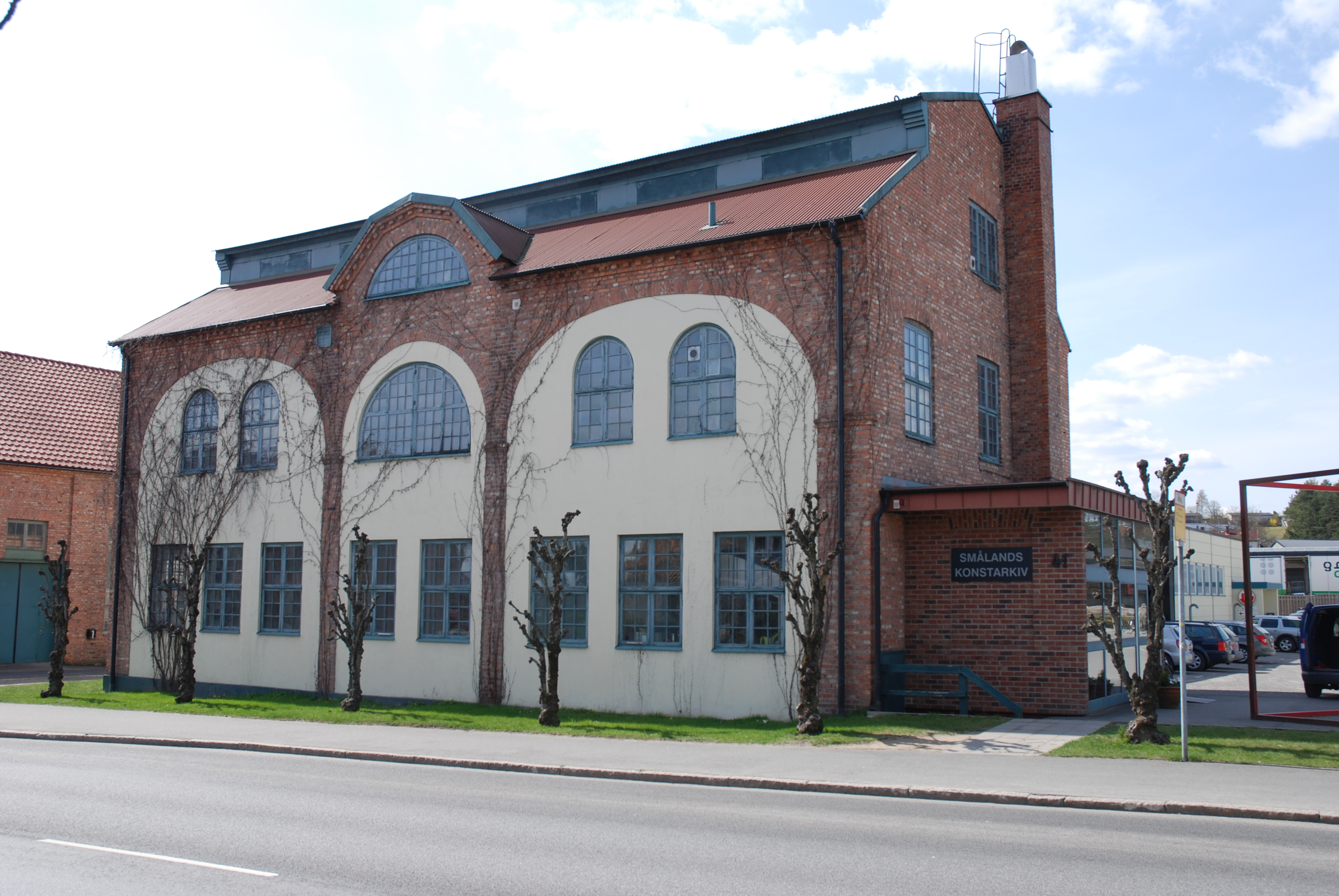
Smålands Konstarkivs tidigare lokal i Kneippfabriken vid Jönköpingsvägen i Värnamo.

Smålands Konstarkiv är en privatägd konstinstitution i Värnamo.
Smålands Konstnärsförbund öppnade 1964 Smålands Konstarkiv i Värnamo som ett konstnärsdrivet konstgalleri. Från 1986 drivs verksamheten i stiftelseform med Värnamo kommun, Jönköpings läns landsting, Regionförbundet Södra Småland och Smålands Konstnärsförbund som huvudmän. Konstarkivet har en permanent samling av Smålandsanknuten nutidskonst och driver utställningsverksamhet.
Konstarkivet har tidigare varit inhyst i den restaurerade industribyggnaden Knäppfabriken, och flyttade 2011 flyttat till konsthallen  Vandalorum.